# Fimiani
Fimiani is een plaats (frazione) in de Italiaanse gemeente Castel San Giorgio.